# 王新命
王新命為中國清朝官員，漢軍鑲藍旗人。
康熙二十三年（1684年）至二十六年（1687年）擔任兩江總督。正式官銜為「總督兩江等處地方提督軍務、糧饟、操江、統轄南河事務」的兩江總督，是清朝九位最高級的封疆大臣之一，總管中國江蘇、安徽和江西三省的軍民政務。後改閩浙總督。